# Thiendorf
Thiendorf é um município da Alemanha, situado no distrito de Meißen, no estado da Saxônia. Tem 74,38 km² de área, e sua população em 2019 foi estimada em 3.760 habitantes.